# Culan

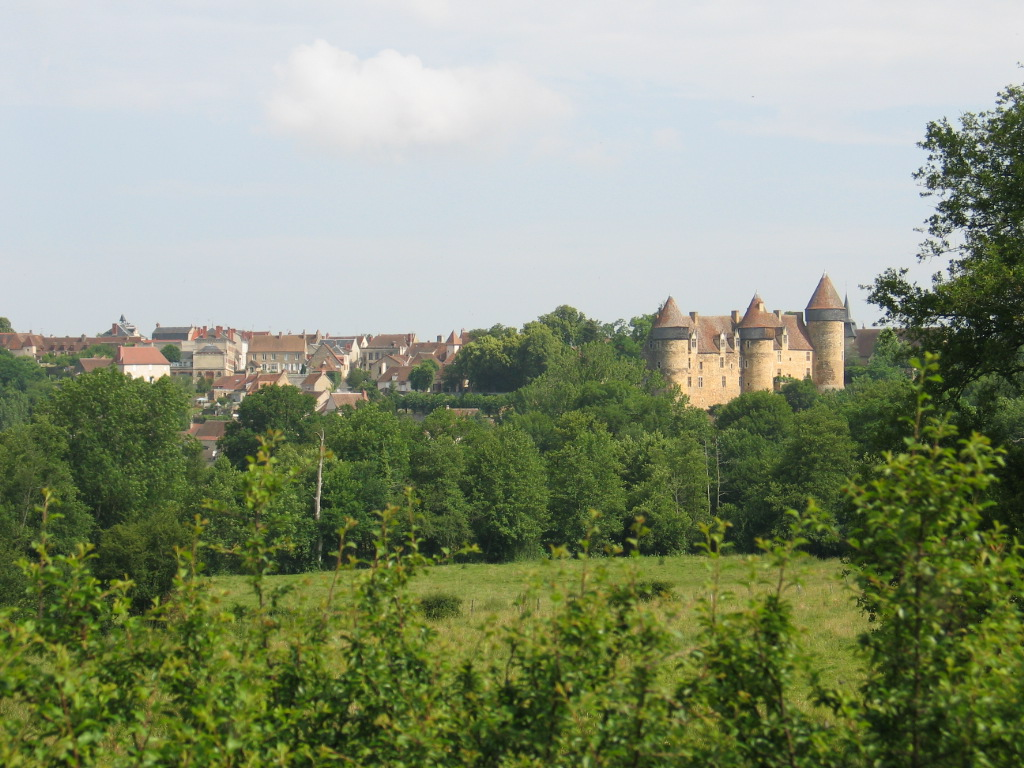
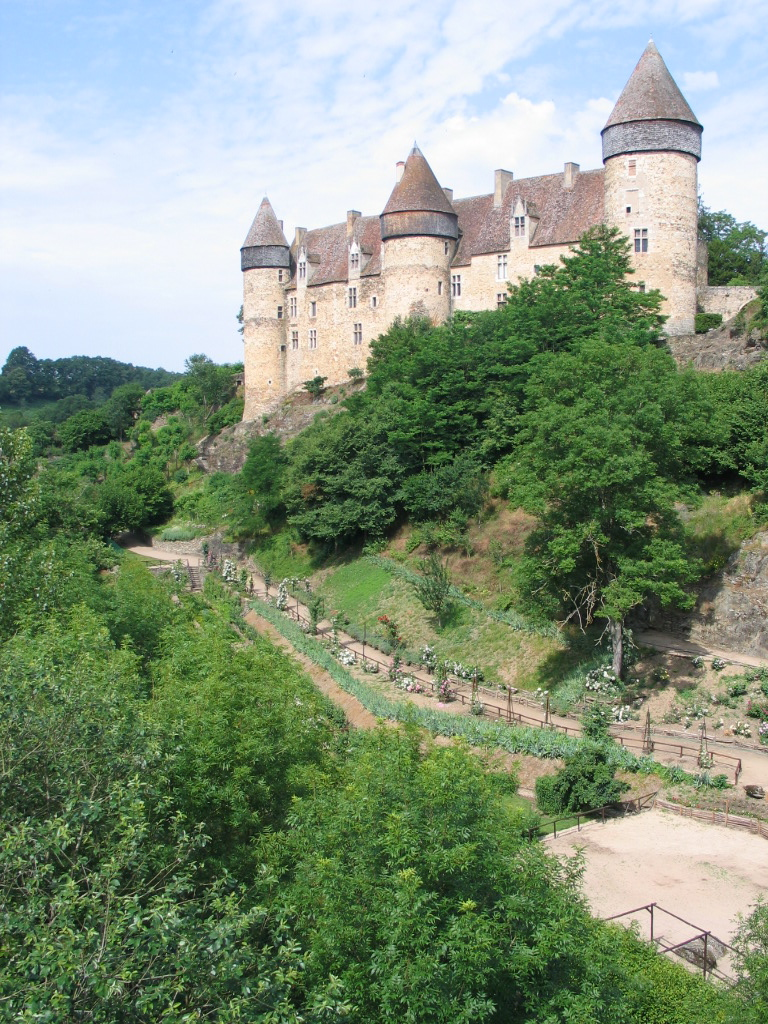

Culan – miejscowość i gmina we Francji, w Regionie Centralnym, w departamencie Cher, położona nad rzeką Arnon.
Według danych na rok 1990 gminę zamieszkiwały 932 osoby, a gęstość zaludnienia wynosiła 46 osób/km² (wśród 1842 gmin Regionu Centralnego Culan plasuje się na 422. miejscu pod względem liczby ludności, natomiast pod względem powierzchni na miejscu 651.).